# Paterek (gromada)
Paterek – dawna gromada, czyli najmniejsza jednostka podziału terytorialnego Polskiej Rzeczypospolitej Ludowej w latach 1954–1972.
Gromady, z gromadzkimi radami narodowymi (GRN) jako organami władzy najniższego stopnia na wsi, funkcjonowały od reformy reorganizującej administrację wiejską przeprowadzonej jesienią 1954 do momentu ich zniesienia z dniem 1 stycznia 1973, tym samym wypierając organizację gminną w latach 1954–1972.
Gromadę Paterek z siedzibą GRN w Paterku utworzono – jako jedną z 8759 gromad na obszarze Polski – w powiecie wyrzyskim w woj. bydgoskim, na mocy uchwały nr 24/18 WRN w Bydgoszczy z dnia 5 października 1954. W skład jednostki weszły obszary dotychczasowych gromad Paterek (bez leśnictwa Dąbrowa), Rozważyn i Polichno ze zniesionej gminy Nakło w powiecie wyrzyskim, obszar dotychczasowej gromady Występ ze zniesionej gminy Ślesin w powiecie bydgoskim oraz obszar dotychczasowej gromady Wieszki ze zniesionej gminy Samoklęski w powiecie szubińskim w tymże województwie. Dla gromady ustalono 25 członków gromadzkiej rady narodowej.
Gromadę zniesiono 31 grudnia 1961, a jej obszar włączono do gromady Nakło n/Notecią w tymże powiecie.